# Вихинг
Вихинг (на немски: Wiching; на латински: Bichingus; Vuichingus; Wihingus; Wihhingus; Wihcingus; Viching; Uuichinus; Vigling), † 12 септември 912) е епископ на Нитра от 880 – 881 и през 885 – 891/892/893 г. и епископ на Пасау през 898 – 899 година.

## Живот
Вихинг се смята за конкурент на великомоправския архиепископ Методий от Солун. След 874 г. той се съюзява с великомоправския княз Свентоплук, който през 880 г. го изпраща в Рим при папа Йоан VIII, за да бъде помазан за епископ на Нитра. През тази година папата подкрепя и Методий в ползването на славянската литургия. Понеже Вихинг изпраща фалшиво „папско писмо“ до Свентоплук, според което Методий да бъде свален, през 881 г. Методий премества Вихинг за наказание във Вислания. Той се опитва няколко пъти да се върне от там обратно, но учениците на Методий винаги му попречвали.
След смъртта на Методий през 885 г. Вихинг става отново епископ. Вихинг пречи на Горазд да стане наследник на Методий. Новият папа Стефан V е против славянската литургия и е съгласен да бъдат изгонени учениците на Методий от Моравия.
Наследен е в Пасау от Рихард, в Нитра от Бистрик.